# Camp Spur
Der Camp Spur ist ein rund 1500 m hoher Felssporn im westantarktischen Queen Elizabeth Land. In der Forrestal Range der Pensacola Mountains ragt er an der Nordwand des May Valley auf.
Der United States Geological Survey kartierte ihn anhand eigener Vermessungen und Luftaufnahmen der United States Navy aus den Jahren von 1956 bis 1966. Das Advisory Committee on Antarctic Names benannte ihn 1968 nach Gary C. Camp, Aerograph auf der Ellsworth-Station im antarktischen Winter 1957.